# Alessandro Monteneri

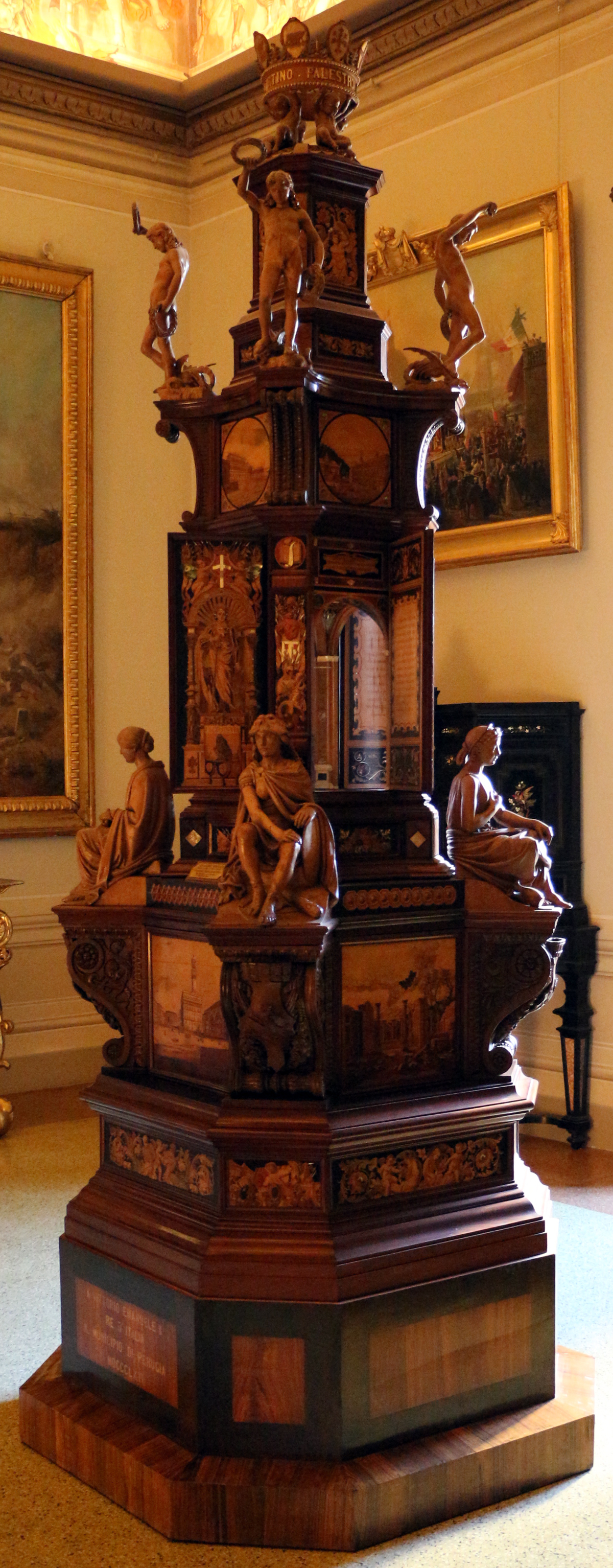
Alessandro Monteneri, Domenico Bruschi e Guglielmo Ciani, Stipo della Corona, 1865, Palazzo Pitti, Firenze.

Alessandro Monteneri (1832 – 1920) è stato un intarsiatore e restauratore italiano di opere lignee perugino, uno dei migliori, assieme a Federico Lancetti, del XIX secolo della regione Umbria.

## Biografia

### Gioventù e formazione
Alessandro nasce il 15 luglio del 1832, da un'umile famiglia: il padre è un semplice operaio che muore quando Alessandro è ancora piccolo. La miseria della famiglia (composta da due figli e dalla la loro madre) è tale che il dodicenne Alessandro deve offrire i propri servigi da fattorino presso il laboratorio dell'ebanista perugino Federico Lancetti. Nonostante le semplici mansioni di falegnameria a lui affidate, al giovane fattorino non mancano occasioni per vedere il maestro Lancetti all'opera, imparando, seppur di sfuggita, i fondamenti tecnici della tarsia.

### Maturità artistica
Lasciata la bottega del Lancetti, il giovane ha una vita di privazioni: si sostenta con poco e vive in una casa con pochissima mobilia dove tenta in autonomia l'arte della tarsia a legni naturali, ovvero senza alterare le superfici con acidi o col fuoco. Nel frattempo si iscrive all'Accademia per apprendere i fondamenti del disegno.
Nell'Esposizione provinciale del 1855 presenta una delle sue prime opere, un piano nero di tavolo rotondo tarsito a colori, che, nonostante alcuni problemi stilistici (durezza dei contorni e passaggi cromatici troppo taglienti) riscuote ammirazione dal pubblico nonché uno dei maggiori premi della Giuria.

#### Stipo della Corona
Lo Stipo è, sotto molteplici aspetti, l'opera più importante del Monteneri. L'artefatto del 1865 è offerto in dono dal Comune di Perugia al Re d'Italia Vittorio Emanuele II il quale, entusiasta del lavoro dell'ebanista, ricompensò quest'ultimo con una medaglia dell'incisore Giuseppe Ferraris. L'opera è frutto della collaborazione del Monteneri con altri due artisti: il pittore perugino trasferitosi a Roma Domenico Bruschi (che escogita i disegni da realizzare con l'intarsio) e lo scultore perugino Guglielmo Ciani (che fabbrica le statue a tutto sesto).

#### Esposizione di Vienna
In occasione dell'Esposizione di Vienna del 1878, l'intarsiatore, nuovamente su disegno del Bruschi, realizza un quadro a intarsio che raffigura il Trionfo di Aureliano in Roma. L'opera viene acquistata dalla Cassa di Risparmio perugina, che lo impiegherà come dorsale di un seggio.

#### Edicola ripresa dal Pinturicchio

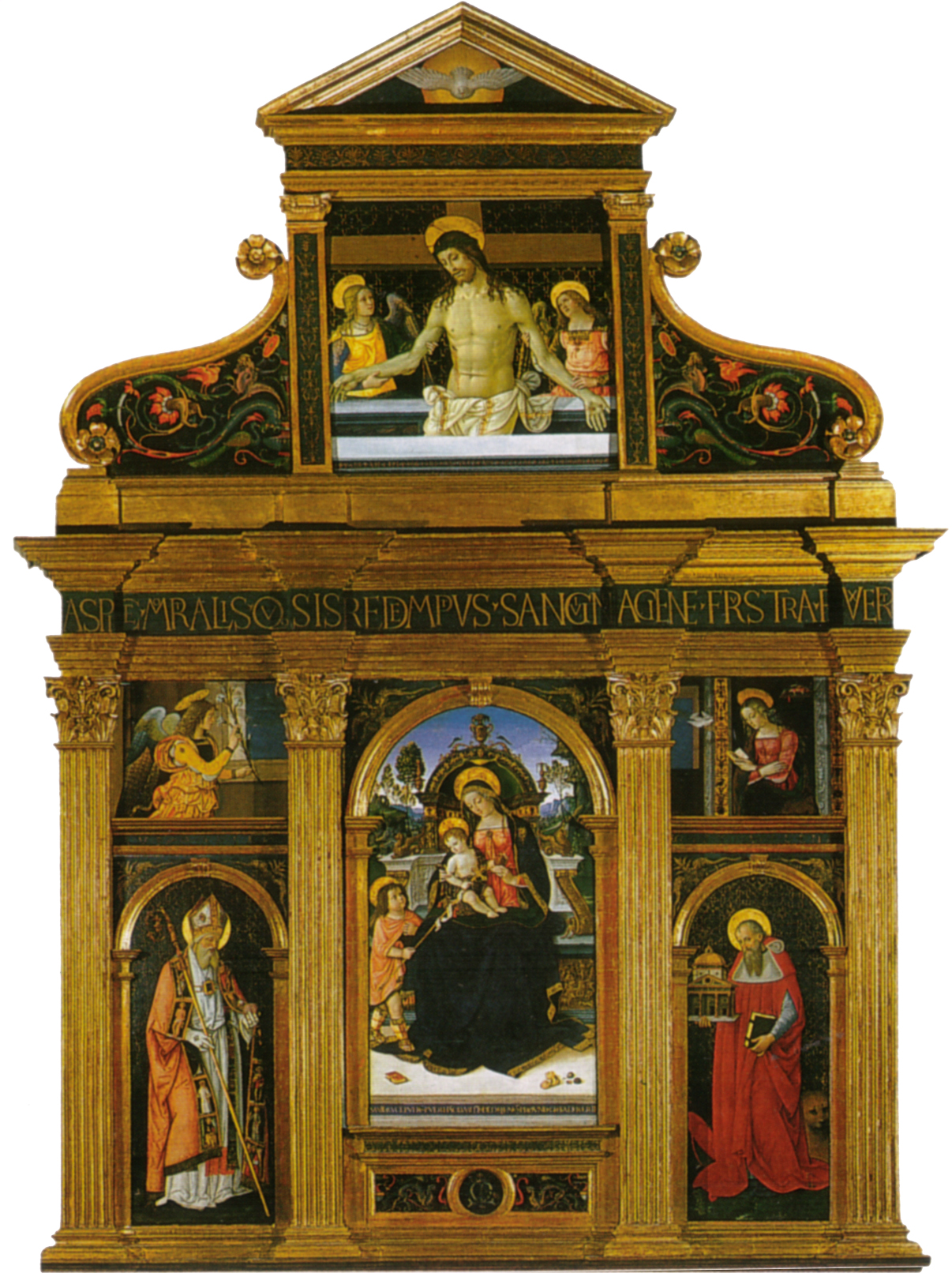
Bernardino di Betto detto il Pinturicchio, Pala di Santa Maria de' Fossi, 1496-1498, Galleria Nazionale dell'Umbria, Perugia. Monteneri ha riprodotto per l'Esposizione del 1879 la tavola centrale.

Per l'Esposizione Provinciale Umbra del 1879, Alessandro Monteneri realizza una pregevole edicola lignea con una copia della Madonna con Bambino e san Giovannino che troneggia al centro della Pala di Santa Maria de' Fossi di Bernardino di Betto.

#### Esperienze di restauro
Oltre alle opere originali, il Monteneri si presta anche a opere di restauro. Sono a lui affidati i restauri delle opere lignee dei seguenti luoghi: Chiesa di San Pietro a Perugia (coro ligneo), Cattedrale perugina di San Lorenzo (coro ligneo), Duomo di Todi, Basilica di San Francesco ad Assisi, Studiolo di Federico da Montefeltro nel Palazzo Ducale d'Urbino (tarsie e porte lignee).
Nel 1902 viene chiamato nella Capitale per realizzare il nuovo coro ligneo della restaurata Cappella di San Lorenzo della Basilica di San Paolo; Monteneri esegue nuovamente il disegno di un pittore: l'allora giovane Angelo Migliorati.

#### Seggio raffaellesco
Altro impegnativo capolavoro del Monteneri è un seggio sul quale sono rappresentati ad intarsio quattro delle più importanti opere di Raffaello Sanzio: lo Sposalizio della Vergine, la Deposizione dalla Croce, la Scuola di Atene e la Trasfigurazione.

### Morte
L'artista muore il 5 aprile 1920. 
Egli riposa in una disadorna tomba di famiglia al Cimitero Monumentale di Perugia. 
Nel medesimo sepolcro, assieme agli altri famigliari, trova riposo il figlio Raffaele Monteneri, avvocato antifascista di fede politica repubblicana, morto a Perugia nel 15 aprile 1968.
Esiste una via nei dintorni di Sant'Andrea delle Fratte (Perugia) dedicata all'artista.

## Allievi
Possono essere considerati allievi del Monteneri altri due valenti intarsiatori: Wenceslao Moretti (Pozzuolo, 11 settembre 1863 - Perugia, 6 febbraio 1920) e Carlo Biribatti (Castel del Piano).

## Titoli ed Onorificenze
L'intarsiatore è nominato pubblicamente Cavaliere venerdì 11 giugno 1875.
Successivamente, sempre nel 1875, il "Cav." Alessandro Monteneri è nominato Accademico di Merito della locale Accademia di Belle Arti.